# Alf Duval
Alfred Walter "Alf" Duval (født 1. juli 1941 i Sydney) er en australsk tidligere roer.
Duval deltog i OL 1964 i firer med styrmand, og denne båd blev nummer fire i B-finalen (nummer ti samlet).
Han var en del af den australske otter, der vandt sølv ved OL 1968 i Mexico City, Mexico. Australierne fik sølv efter en finale, hvor Vesttyskland sikrede sig guldmedaljerne, mens Sovjetunionen vandt bronze. Den øvrige besætning i den australske båd var Michael Morgan, Joe Fazio, Peter Dickson, David Douglas, John Ranch, Gary Pearce, Bob Shirlaw og styrmand Alan Grover.

## OL-medaljer
- 1968:  Sølv i otter